# 中国人民志愿军英雄、模范和特等功臣名单
中国人民志愿军在入朝作战初期（第一次至第三次战役时期），还没有统一的立功标准。1951年，为了更好地适应抗美援朝的战争环境，进一步推动广泛开展的“立功运动”，中国人民志愿军政治部于第三次战役结束后，根据军委总政治部拟定的《中国人民解放军立功与奖励工作条例（草案）》制订出《中国人民志愿军立功条例（草案）》并颁发执行。1953年7月27日，朝鲜人民军、中国人民志愿军同联合国军在朝鲜板门店签订《关于朝鲜军事停战的协定》，朝鲜战争结束。10月29日，中国人民志愿军总部发布通告《中国人民志愿军全军涌现大批英雄、模范和功臣》，公布了特级、一级、二级英雄模范和特等功臣名单，其中“朝鲜民主主义人民共和国英雄”12名，中国人民志愿军特级英雄2名，一级英雄51名，一级模范4名，二级英雄、二级模范和特等功臣以上者362名。

## 朝鲜民主主义人民共和国英雄
彭德怀、杨根思、黄继光、伍先华、许家朋、孙占元、邱少云、李家发、杨连第、杨春增、杨育才、胡修道

## 特级英雄、特等功臣
杨根思、黄继光

## 一级英雄、特等功臣
于喜田、于泮功、王兆才、王海、王德明、王学风、毛国臣、孔庆三、任宝山、伍先华、李延年、李凤林、李家发、邱少云、沈树根、吴志洲、余新发、周厚刚、赵宝桐、胡修道、柴云振、高成山、高景灏、秦建彬、徐长富、陈德中、倪祥明、郭忠田、郭恩志、孙占元、孙生禄、黄家富、曹庆功、曹玉海、崔建国、张永富、张积慧、杨保山、杨连第、杨春增、雷保森、鲁珉、刘庆亮、刘维汉、刘玉堤、阎成恩、谭炳云

## 一级模范、特等功臣
王兴记、孙凤钜、张益仁、罗盛教

## 一级英雄、一等功臣
（两次一等功）
卜广德、毛张苗、孙振禄、魏玉德

## 二级英雄、特等功臣
王天保、王保江、王合良、王彦林、田立明、平太信、冉隆华、牛保才、朱金池、朱溶堂、吕暮祥、安炳勋、李文彦、李祥、李忠先、李元兴、李经盛、余贵、宋兰君、易才学、林炳远、周德高、房志忠、房光超、胡连、范万章、郝兴文、郝志新、高云和、高良伦、马新年、陈治国、陈吉、徐连才、徐恒禄、梁振龙、许天良、孙子明、康治平、曹光景、黄丑和、焦景文、董明德、张像山、张建明、张兰亭、程云庆、粟振林、杨振玉、杨国良、葛洪臣、葛英东、万子扬、农廷秋、郑起、郑金钵、蔡兴海、赖永泽、赖发均、邓章德、蒋道平、蒋永德、刘钦、刘继和、刘凤勇、刘俊卿、欧文辉、龙世昌、薛志高、戴荣华、庞殿臣、关崇贵

## 二级模范、特等功臣
吕玉久、胡金华、陈振安、张明禄

## 二级英雄、一等功臣
于水林、王锁昌、王云阁、王克得、王万夏、王兴义、王元义、王庆琳、王志、牛锡浩、孔范玉、任西和、李国玉、李秀德、李树森、李家芝、李太林、李吉武、李玉才、李汉、杜树君、邢连富、车臣才、冷树国、周信仁、周平、周腊生、林贵远、吴少贵、吴胜凯、邵凤阳、金克智、姚显儒、徐邦礼、徐文斌、徐申、徐生、马天明、马一钧、马如华、袁孝文、梁封、孙明芝、孙克荣、高润田、高守余、高胜德、高月明、梅怀青、许长友、崔长海、崔贵江、陆廷高、陈少青、陈忠贤、陈启瑶、黄万丰、曹殿生、乔永生、曾平章、曾南生、曾少才、毕武斌、郭隆楷、张希瑞、张振华、张豪、张宝富、张渭良、张来元、张文兰、张良广、张万荣、傅庆祥、傅绍斌、杨伯钊、杨锡生、杨树华、褚庆然、叶君、邹炎、赵恒志、赵柏生、董恒志、裴景善、刘保成、刘四、刘久恒、刘福海、刘光子、阎洪全、樊金明、蔡金同、蔡朝兴、郑定富、郑长华、萧桂强、蒋元伦、骆家奎、韩勤忠、韩德彩、简海金、谭朝志、苏文俊、欧阳代炎
武在元

## 二级模范、一等功臣
于凤泉、于溪源、于宪桂、王紫龙、王明学、王顺义、王永维、任廷昌、朱重元、李文臣、李华云、杜福先、杜占山、岳吉齐、林波、施玉南、姚小遂、席忠、陈汉文、陈达志、陆善清、许景春、程山堂、靳国华、黄明德、张培芝、张灿、张振智、曾荣廷、喻忠奎、赵尔云、赵宪法、赵金贵、杨殿超、杨在先、熊克恒、刘树德、刘保英、刘秀珍、钱良生、薛文德、薛其德、罗德顺、苏志明、耀先

## 特等功臣
于德江、王万成、王安全、王兴邦、王荣、王凤江、文汉春、牛喜生、牛瑞山、方国发、尹继发、史朝珍、史仁和、甘士亮、朱有光、宋新文、何家胜、邱宪章、吕学敏、李炳舟、李洪序、李春长、李光禄、李德贵、李满、李玉、李占广、李飞、李德学、李海清、牟士清、金耳世、吴儒林、胡志先、胡照春、侯柏锁、陈述中、陈德清、陈其昌、陈宝喜、陈开茂、陈任华、陈亮、陈佑甫、郭正喜、郭金升、徐忠、梁庆友、孙敬珍、孙忠国、唐章洪、许洪斌、黄德明、隋春暖、华龙毅、张怀英、张光生、张炳恒、张瑞臣、张桃芳、张续计、张守义、张书明、张昭义、张才树、崔含弼、彭福礼、逯松亭、杨育才、杨保明、赵毛臣、赵玉忠、赵连山、赵先有、郑恩喜、齐子英、潘正光、萧子云、刘万寿、刘金生、刘桃顺、刘东武、卢耀文、鲁清芳、罗子周、罗沧海、谭芳云、苏世英、顾洪臣